# Dicksonia youngiae
Dicksonia youngiae là một loài dương xỉ trong họ Dicksoniaceae. Loài này được C. Moore ex Baker mô tả khoa học đầu tiên..
Danh pháp khoa học của loài này chưa được làm sáng tỏ. 

## Hình ảnh

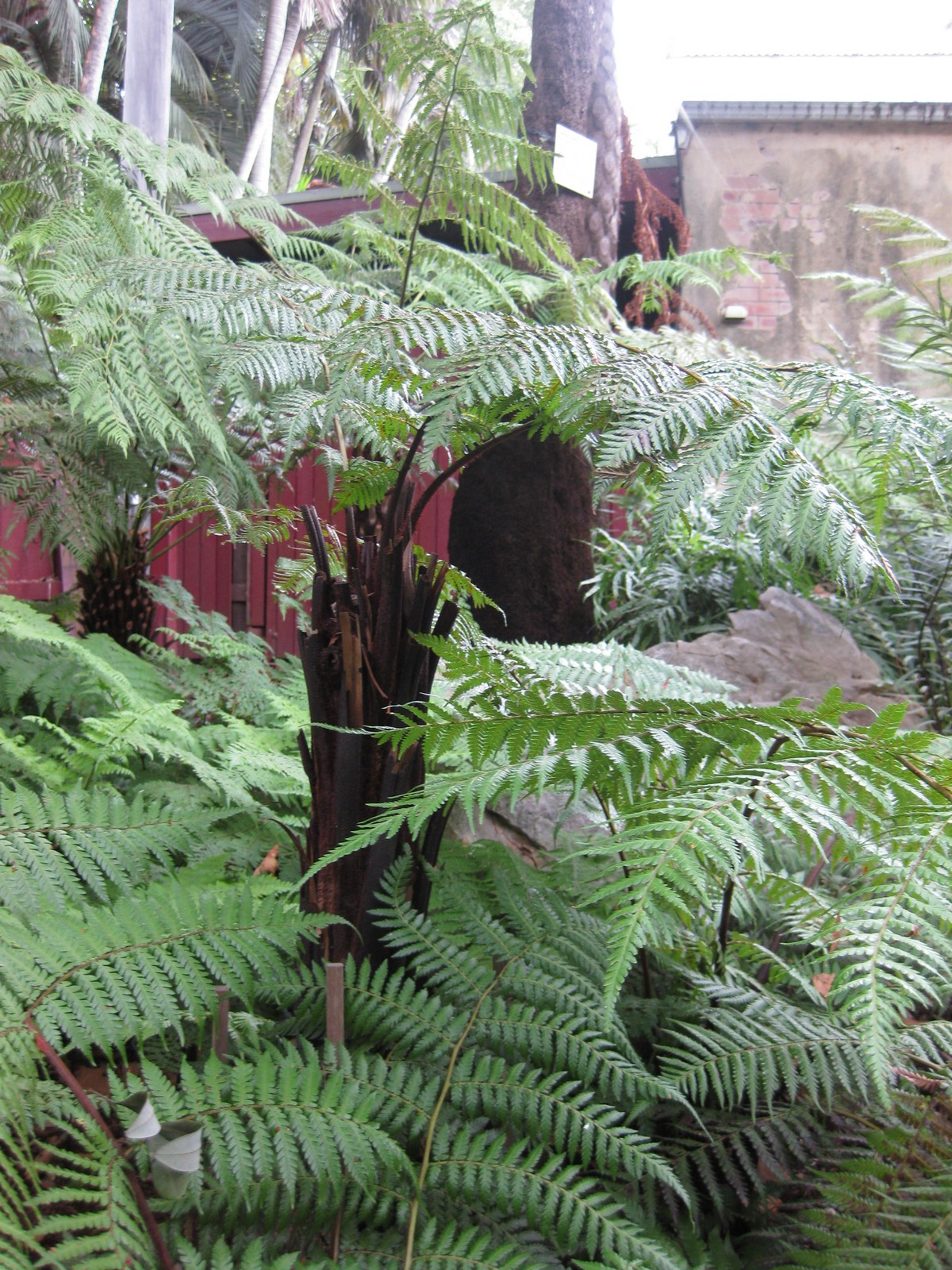
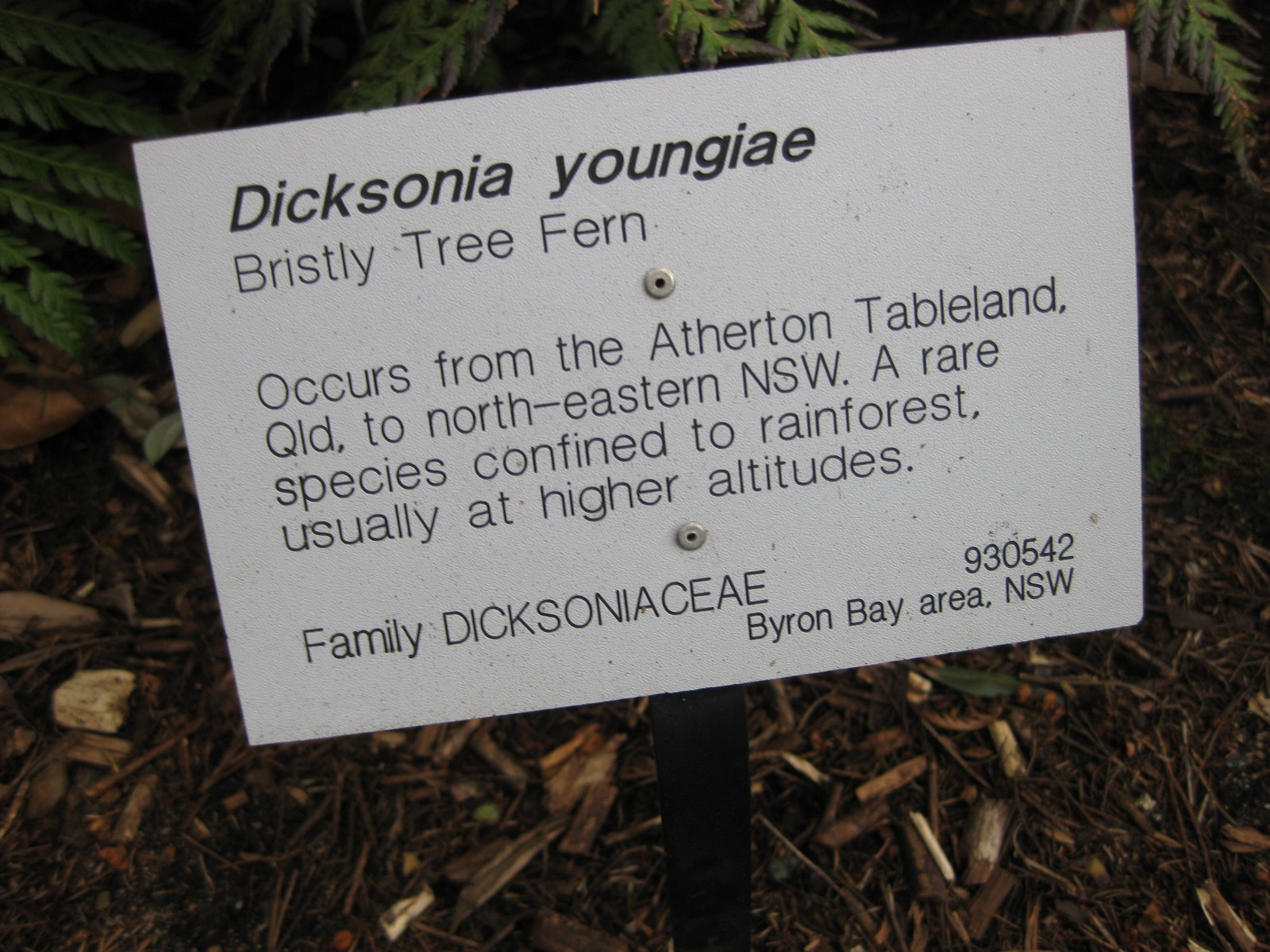